# EurAsia Daily
EurAsia Daily, или «EADaily» (сокр. EAD) — основанное и зарегистрированное в 2015 году российское прокремлёвское новостное интернет-издание, публикующее подложную и недостоверную информацию.

## История
В декабре 2016 года в Республике Беларусь были арестованы по обвинению в разжигании национальной розни трое местных публицистов, писавших под псевдонимами статьи в российские издания «Регнум», а также «Лента.ру» и EADaily, — Юрий Павловец, Дмитрий Алимкин и Сергей Шиптенко. В текстах задержанных по так называемому «делу публицистов», или «делу Регнума», много говорилось о притеснении русских в Беларуси, об «искусственности белорусской идентичности», подвергалось критике сотрудничество белорусских властей с «украинской хунтой». Насколько можно понять, в материалах, которые легли в основу обвинения, говорилось о «бесперспективности» белорусского языка и высказывались предположения о том, что в Беларуси может готовиться националистическое восстание и что она может последовать примеру Украины, где публичный протест 2013—2014 годов сместил правительство. В 2017 году журналистам предъявили обвинения по статье белорусского Уголовного кодекса «разжигание розни, совершенное группой лиц», назначив 5 лет лишения свободы с отсрочкой исполнения приговора. Материалы авторов выходили под псевдонимами Николай Радов, Павел Юринцев, Алла Бронь и Артур Григорьев. Все трое авторов провели 14 месяцев в СИЗО.
В 2021 году репортёры EADaily совместно с репортёрами агентств «Спутник» и «РусДнепр» освещали малочисленный митинг в поддержку обвиненённого в шпионаже в пользу России политика Альгирдаса Палецкиса.
В марте 2022 EADaily брали интервью у сербского снайпера, участвовавшего в российско-украинской войне в 2014 году на стороне сепаратистов.

## Деятельность
Издание ведёт сайт, на котором размещены статьи, интервью и репортажи.

## Критика
В 2016 году возник конфликт с академиком РАН Алексеем Арбатовым вокруг вопросов внешней политики и безопасности России.
Уже в 2017 году на Радио «Свобода» издание EurAsia Daily характеризовалось как «давно известное своей воинственной прокремлевской ориентацией», при этом было низко оценено как качество публикации про политику Азербайджана, так и её однобокость.
В 2018 году Радио «Свобода» заявляло о проведении изданием EADaily ложного факт-чекинга заявлений издания Russia Today о химических атаках в Сирии.
Также по результатам проведённого в 2018 году белорусской Республиканской экспертной комиссией расследования, в обнародованных на сайтах «Регнум», «Лента.ру» и EADaily материалах их авторы ставили под сомнение суверенитет Беларуси, в текстах содержались оскорбительные высказывания в адрес белорусского народа, его истории, языка, культуры.
С 2019 года издание совместно с агентством «Спутник» активно продвигало конспирологические теории вокруг эпидемии COVID-2019; также широкое медийное освещение получила опубликованная непроверенная история про мужчину, якобы прожившего месяц в медвежьей берлоге.
В том же году эксперт Jamestown Foundation Армен Григорян упомянул EADaily среди изданий, раскручивавших конспирологические теории об интересах бизнесмена Джорджа Сороса в смене власти в Армении.
В 2020 году Госкомвоенпром Беларуси обвинил издание в подлоге и попытке раздуть скандал на тему поставок оружия Беларусью в США: по их заявлению, «Информационный вброс Eurasia Daily напоминает попытку „найти чёрную кошку в тёмной комнате, особенно, когда её там нет“».
Также в 2020 году заявлялось о причастности издания к поддержке прокремлёвской оппозиции на выборах в Грузии и к продвижению конспирологических теорий о тестировании в Грузии биологического оружия. В 2020—2021 годах сообщалось о причастности издания EADaily к разжиганию армяно-азербайджанского конфликта в Нагорном Карабахе.
В 2021 году издание EADaily продвигало нарратив о якобы активной поддержке румынского политика Майи Санду со стороны ультраправых профсоюзов, и пытались связать её деятельность с фашизмом и поддержкой военного преступника маршала Йона Антонеску, базируясь на единичном неосторожном высказывании.
В 2022 году издание «Дельфи» охарактеризовало EADaily как прокремлёвское издание; ими же отмечалось, что издание на тот момент не было заблокировано в Евросоюзе, несмотря на похожую с изданием «Спутник» пропагандистскую редакционную политику.
Также в 2022 году EurAsia Daily перепечатали ложное сообщение издания «Readovka» о поджоге дома приютившей украинских беженцев немецкой девушки и распространили слух об убийстве гражданина Польши украинскими мигрантами. Тогда же изданием продвигались ложные заявления об якобы проведённой УПЦ канонизации Степана Бандеры, позже издание всерьёз осудило шуточные заявления об аннексии Калининградской области Чехией (возникшие на фоне подлогов результатов непризнанного международным сообществом «референдума», проведённого в целях оправдания аннексии Россией оккупированных территорий Украины) и поддержало нарратив о причастности властей США и Украины к протестам в Дагестане.

## Блокировки
24 февраля 2025 года, на фоне российского вторжения на Украину, Евросоюз отозвал лицензию на вещание издания, включив его в список СМИ находящихся под постоянным контролем российского руководства. По данным Евросоюза, данные издания «сыграли важную роль в продвижении и поддержке агрессивной войны России против Украины, а также в дестабилизации соседних с ней стран, ЕС и его государств-членов».